# Caragana qingheensis
Caragana qingheensis là một loài thực vật có hoa trong họ Đậu. Loài này được Zhao Y. Chang, L.R. Xu & F.C. Shi mô tả khoa học đầu tiên năm 2006.